# Sandborn
Sandborn és una població dels Estats Units a l'estat d'Indiana. Segons el cens del 2000 tenia 451 habitants.

## Demografia
Segons el cens del 2000, Sandborn tenia 451 habitants, 193 habitatges, i 132 famílies. La densitat de població era de 435,3 habitants/km².
Dels 193 habitatges en un 29% hi vivien nens de menys de 18 anys, en un 62,2% hi vivien parelles casades, en un 5,7% dones solteres, i en un 31,1% no eren unitats familiars. En el 29% dels habitatges hi vivien persones soles el 16,1% de les quals corresponia a persones de 65 anys o més que vivien soles. El nombre mitjà de persones vivint en cada habitatge era de 2,34 i el nombre mitjà de persones que vivien en cada família era de 2,88.
Per edats la població es repartia de la següent manera: un 23,1% tenia menys de 18 anys, un 6% entre 18 i 24, un 25,9% entre 25 i 44, un 26,2% de 45 a 60 i un 18,8% 65 anys o més.
L'edat mediana era de 41 anys. Per cada 100 dones de 18 o més anys hi havia 87,6 homes.
La renda mediana per habitatge era de 31.000 $ i la renda mediana per família de 47.031 $. Els homes tenien una renda mediana de 38.594 $ mentre que les dones 25.417 $. La renda per capita de la població era de 17.878 $. Entorn del 7,9% de les famílies i l'11,5% de la població estaven per davall del llindar de pobresa.

## Poblacions més properes
El següent diagrama mostra les poblacions més properes.